# Maurice Gubbels
Maurice Gubbels (Nijmegen, 18 december 1963 – Bemmel, 28 april 2025) was een Nederlands voetbaldoelman en ondernemer.

## Voetbal
Gubbels kwam uit de jeugd van N.E.C. en kwam begin jaren 1980 bij de selectie van het eerste team waar Harry Schellekens toen de eerste doelman was. Hij werd de vaste tweede doelman. Gubbels maakte op 10 september 1986 zijn debuut in de Eerste divisie als basisspeler in de uitwedstrijd bij NAC (4-1 nederlaag) omdat toenmalig eerste doelman Wilfried Brookhuis geblesseerd was. Hij speelde op 21 september ook de thuiswedstrijd tegen Telstar (1-0 overwinning). Hij was zelf echter daarvoor geblesseerd geraakt in een oefenwedstrijd tegen TEC en werd vervolgens vervangen door Wienie Nillissen. Gubbels kwam niet meer in actie voor N.E.C. en speelde daarna nog voor SV AWC en SV Orion.

## Maatschappelijk
Aan het begin van zijn tijd als speler bij N.E.C. studeerde hij nog aan de Katholieke Universiteit Nijmegen. Hij startte een eigen bedrijf in sales, marketing en communicatie en werd vooral een netwerker in het regionale bedrijfsleven.  Hij was al snel betrokken bij de businessclub Ondernemers Sociëteit Regio Nijmegen (OSRN) van N.E.C. en had vanaf 2000 een commerciële functie bij de club als businessclubmanager. In 2012 nam hij afscheid. Bij zijn laatste club SV Orion, waar hij tot 2003 lid was, was hij vier jaar vicevoorzitter en vijf jaar voorzitter. Daarna was hij nog vijftien jaar actief bij SC Bemmel waaronder tien jaar als voorzitter van de sponsorstichting.

## Persoonlijk
Gubbels was gehuwd en kreeg twee zonen. Hij overleed in april 2025 op 61-jarige leeftijd.